# Giorno del mare
Il giorno del mare (海の日, Umi no Hi), noto anche come Marine Day, Ocean Day o Sea Day, è una festa nazionale giapponese solitamente celebrata il terzo lunedì di luglio. Lo scopo della vacanza è ringraziare per la generosità dell'oceano e considerare l'importanza dell'oceano per il Giappone come nazione insulare.
Molte persone approfittano delle vacanze e del clima estivo per fare una gita al mare. Si osservano anche altre feste legate all'oceano. La data coincide grosso modo con la fine della stagione delle piogge (梅雨 tsuyu) in gran parte del Giappone continentale.
Nel 2020, la festa è stata osservata giovedì 23 luglio, una mossa una tantum che è stata fatta come sistemazione speciale per supportare l'apertura delle Olimpiadi di Tokyo. A causa del rinvio delle Olimpiadi, la data del 2021 sarà spostata al 22 luglio, sempre giovedì come giorno festivo.
La giornata era conosciuta come Marine Memorial Day (海の記念日, umi no kinen bi) fino al 1996. Il ministro delle comunicazioni Shozo Murata ha designato la giornata nel 1941 per commemorare l'imperatore Meiji e il suo viaggio del 1876 nella Meiji Maru, una nave a vapore di ferro costruita nella Scozia nel 1874. Il viaggio includeva un viaggio nella regione del Tōhoku, l'imbarco su una barca faro ad Aomori e una breve sosta ad Hakodate prima di tornare a Yokohama il 20 luglio di quell'anno. Tuttavia, non è stata designata come festa nazionale fino al 1995, quando è diventata la prima festa nei mesi estivi.
Osservata per la prima volta il 20 luglio 1996, la legislazione del sistema Happy Monday ha spostato la data al terzo lunedì di luglio a partire dal 2003.
Come accordo speciale per le Olimpiadi estive del 2020, la data del 2020 per il Marine Day è stata spostata al 23 luglio. Con le Olimpiadi e le Paralimpiadi rinviate al 2021 a causa della pandemia di COVID-19, il governo ha lasciato in vigore questa modifica per il 2020 e ha approvato un emendamento di legge sulle misure speciali olimpiche e paralimpiche per apportare una modifica corrispondente alla vacanza nel 2021.

## Celebrazione
In questo giorno, le famiglie possono visitare il mare e nuotare, fare snorkeling, fare surf o fare immersioni. Le persone possono anche partecipare a un evento chiamato "lancio della palla di fango". Le palle di fango sono composte da "microrganismi efficaci" (EM), che aiutano a scomporre ed eliminare la sporcizia del mare. Gli acquari nazionali ospitano anche eventi speciali legati all'acqua in questo giorno.